# Maria Tersa i Miralles
Maria Tersa i Miralles (Almacelles, 18 de gener de 1912 - Barcelona, 13 de setembre de 2015) fou una locutora de ràdio catalana.

## Biografia
Era filla de Jaume Tersa i Antònia Miralles, uns terratinents propietaris de Casa Tersa, el casino del poble. Durant la dècada del 1920 la família es va instal·lar a Lleida. El 1933 va entrar a treballar com a locutora a Ràdio Lleida juntament amb la seva germana Aurora, que havia sortit escollida en el concurs dut a terme a l'emissora el desembre de 1933 per elegir la primera locutora oficial, tot i que aviat hi renunciaria per casar-se. Uns dies més tard, el 12 de gener del 1934, Maria Tersa va debutar davant del micròfon, i aviat es va consolidar com una locutora i presentadora versàtil. S'encarregava de fer les connexions amb Ràdio Associació de Barcelona per emetre conjuntament programes com ‘Els catalans absents de la pàtria’. Va tenir per company habitual Maties Olivé, locutor substitut procedent del quadre teatral de l'emissora.
Quan, a causa dels bombardejos, l'emissora va deixar d'emetre el 1938 ella marxà a Girona, on va col·laborar en una altra de les emissores del grup Ràdio Associació de Catalunya, Ràdio Girona, i va viure a l'edifici de l'emissora amb els seus pares com a refugiats de guerra. Va treballar com a locutora fins que les tropes franquistes ocuparen la ciutat i clausuraren el centre emissor. En acabar la guerra civil espanyola va rebutjar l'oferiment de tornar a la nova Radio Lérida "perquè no eren els meus, ni la meva ràdio". Va tornar a Lleida amb la seva família i es dedicà al comerç, i posteriorment es traslladà a Barcelona, on es dedicà a l'hostaleria. El 2010 va rebre la Creu de Sant Jordi.